# Calliergidium tundrae
Calliergidium tundrae là một loài rêu trong họ Amblystegiaceae. Loài này được Arnell Grout mô tả khoa học đầu tiên năm 1929.